# محوطه و روادگه شاه قلندر
محوطه و روادگه شاه قلندر مربوط به دوران‌های تاریخی پس از اسلام است و در شهرستان چرداول، روستای شاه قلندرعلیا واقع شده و این اثر در تاریخ ۱۴ مرداد ۱۳۸۲ با شمارهٔ ثبت ۹۵۰۸ به‌عنوان یکی از آثار ملی ایران به ثبت رسیده است.